# Takeo Takagi
Pour les articles homonymes, voir Takagi (homonymie).
Takeo Takagi (高木 武雄, Takagi Takeo), né le 25 janvier 1892 et tué au combat le 8 juillet 1944, était un vice-amiral de la Marine impériale japonaise pendant la Seconde Guerre mondiale. Il s'illustra dans l'attaque des Indes orientales néerlandaises, à la tête de la 5e Division de Croiseurs, en fin février 1942 . Il est le commandant supérieur des forces à la mer à la bataille de la mer de Corail début mai 1942 et il participe à la campagne de Guadalcanal. 
Après des commandements à terre, il est le Commandant en-Chef de la 6e Flotte, c'est-à-dire des sous-marins dans la zone du Pacifique Central, en 1944, dont le QG est à Saipan. Il ne survit pas à la bataille de Saipan. Le grade d'amiral lui est accordé, à titre posthume.

## Carrière

### Avant la guerre du Pacifique
Admis à l'Académie navale impériale du Japon en 1911 dans la 39e promotion, diplômé 17e sur 148 élèves, il embarque comme midship (Shōi Kōhosei) sur le croiseur cuirassé (ex-russe) Aso et le cuirassé pré-Dreadnought Shikishima,. Comme enseigne de vaisseau (Shōi et Chūi) de 1912 à 1917, il embarque sur le croiseur cuirassé Asama et le pré-Dreadnought Kawachi, puis il suit les cours de l'École de Canonnage et de l'École de Torpillage. Il embarque ensuite sur le cuirassé pré-Dreadnought Tango (ex-russe Poltava), et sur le sous-marin de 3e classe SS-15. Comme lieutenant de vaisseau (Daii) de 1917 à 1922, il suit les premiers cours de l'École de Guerre navale, se spécialise sur le torpillage, retrouve le croiseur cuirassé Asama et embarque sur le sous-marin de 2e classe SS-24. Comme capitaine de corvette (Shōsa) de 1923 à 1928, il achève sa formation à l'École de Guerre navale, et reçoit le commandement des sous-marins de 2e classe de type K4 Ro-28 et de type L4 Ro-68, et enseigne à l'École des Sous-Marins. Il rejoint de 1927 à 1929, l'état-major de la 2e Escadre. Comme capitaine de frégate (Chūsa) de 1928 à 1932, il appartient, à partir de 1929, à l'état-major de la 5e Escadre (la 5e Division de Croiseurs, les croiseurs de la classe Myōkō), voyage en 1931 aux États-Unis et en Europe, puis enseigne à l'École de Guerre navale. Capitaine de vaisseau (Daisa), il reçoit en 1933, le commandement du croiseur léger Nagara, puis, pendant deux ans, il est le chef de la 1re section du Bureau de l'Éducation au Ministère de la Marine. Il commande ensuite le croiseur lourd Takao, puis le cuirassé Mutsu.
Nommé contre-amiral, le 15 novembre 1938, il est, un an, chef d'état-major de la 2e Flotte puis chef du 2e Bureau à l'État-Major Général de la Marine. Il devient le 6 septembre 1941, le commandant de la 5e Division de Croiseurs.

### Les batailles de la mer de Java et du détroit de la Sonde
À l'exception de l'Ashigara, les croiseurs qui faisaient partie de la 5e Division de Croiseurs, ont pris part aux attaques au sud des Philippines (débarquements de Legaspi, le 11 décembre, Davao, le 19 et 20 décembre et Jolo, le 24 décembre). Les quatre croiseurs réunis ont participé, en janvier et février à l'occupation de Bornéo et des Célèbes.

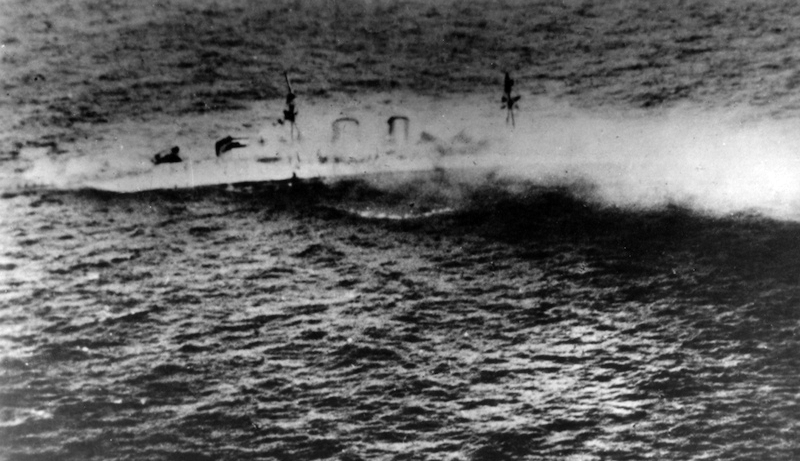
Le petit croiseur lourd HMS Exeter, en train de couler, le 1 mars 1942

Pour l'attaque japonaise des Indes orientales néerlandaises, une bataille décisive contre les forces navales du Commandement Américain-Britannique-Hollandais et Australien, connu par son acronyme en langue anglaise ABDACOM, a eu lieu le 27-28 février 1942, dans la mer de Java. L'escadre du contre-amiral néerlandais Doorman, qui comptait alors deux croiseurs légers néerlandais, et avait reçu le renfort des croiseurs lourds HMS Exeter et USS Houston, a affronté les navires des 4e, 5e, et 7e Divisions de Croiseurs japonais, c'est-à-dire des croiseurs lourds des classes Takao, Myōkō et Mogami. Tous ces navires étaient mieux armés, avec 10 canons de 203 mm que les croiseurs lourds alliés qui ne pouvaient alors en aligner que six chacun,. Dans l'après-midi du 27 février, le HMS Exeter a été touché, et incendié, par le Nachi. Protégé par deux destroyers, dont l'un a été coulé, le petit croiseur lourd britannique a subi l'attaque de croiseurs légers mais a réussi à rejoindre Surabaya. Plus tard dans la nuit, les deux croiseurs néerlandais restants, HNLMS De Ruyter qui portait la marque du contre-amiral Doorman, et HNLMS Java, ont été torpillés et coulés, avec plus de 800 morts, à quelques minutes d'intervalle, par les croiseurs lourds Nachi et Haguro, aux ordres du contre-amiral Takagi. Le lendemain, les deux croiseurs Ashigara et Haguro ont retrouvé le HMS Exeter qui faisait route vers l'Inde, et l'ont coulé, avec son escorte.
À la mi-avril 1942, le Myōkō et le Haguro ont été lancés, vainement, à la poursuite des porte-avions USS Hornet et Enterprise qui avaient permis de lancer le raid sur Tokyo. Le 1er mai, le contre-amiral Takagi a été promu vice-amiral.

### La bataille de la mer de Corail
Début mai, l'amiral Yamamoto qui souhaitait, en attaquant l'île de Midway, attirer la Flotte américaine du Pacifique dans une « bataille décisive », a accepté, à la demande de l'État-Major de l'Armée, de distraire la 5e Division de Porte-avions (les Shokaku, et Zuikaku, aux ordres du contre-amiral Hara), pour couvrir l'Opération Mo, qui consistait à aller débarquer à Port Moresby, sur la côte sud-est de la Papouasie, pour assurer la sécurité de la base que les Japonais avaient installée à Rabaul en Nouvelle-Bretagne, contre une contre-offensive australienne, et débarquer à Guadalcanal et à Tulagi, dans l'archipel des îles Salomon, pour attaquer la liaison entre Hawaï et l'Australie,. Les deux croiseurs Myōkō et Haguro de la 5e Division de Croiseurs, aux ordres du vice-amiral Takagi, doivent accompagner depuis Truk, les deux grands porte-avions, tandis que les quatre croiseurs lourds de la 6e Division de Croiseurs, aux ordres du contre-amiral Gotō, partant de Rabaul, et renforcée du porte-avions léger Shoho, doivent couvrir le débarquement dans les îles Salomon, puis l'attaque de Port-Moresby, prévue pour le 10 mai. Le vice-amiral Takagi était l'amiral le plus ancien à la mer. Ce n'était pas un aviateur mais un sous-marinier, mais il s'entendait bien avec le contre-amiral Hara, dont il avait été camarade de promotion à l'Académie navale impériale. Cependant, la responsabilité de l'ensemble de l'opération incombait au vice-amiral Inoue, Commandant la 4e Flotte, qui a gagné Rabaul sur son navire amiral, le croiseur Kashima.
Renseigné, grâce au déchiffrage du code japonais, sur les objectifs de l'ennemi, l'amiral Nimitz a envoyé deux Task Forces, constituées autour des porte-avions USS Lexington et Yorktown prendre position au sud-est des îles Salomon, en mer de Corail,.

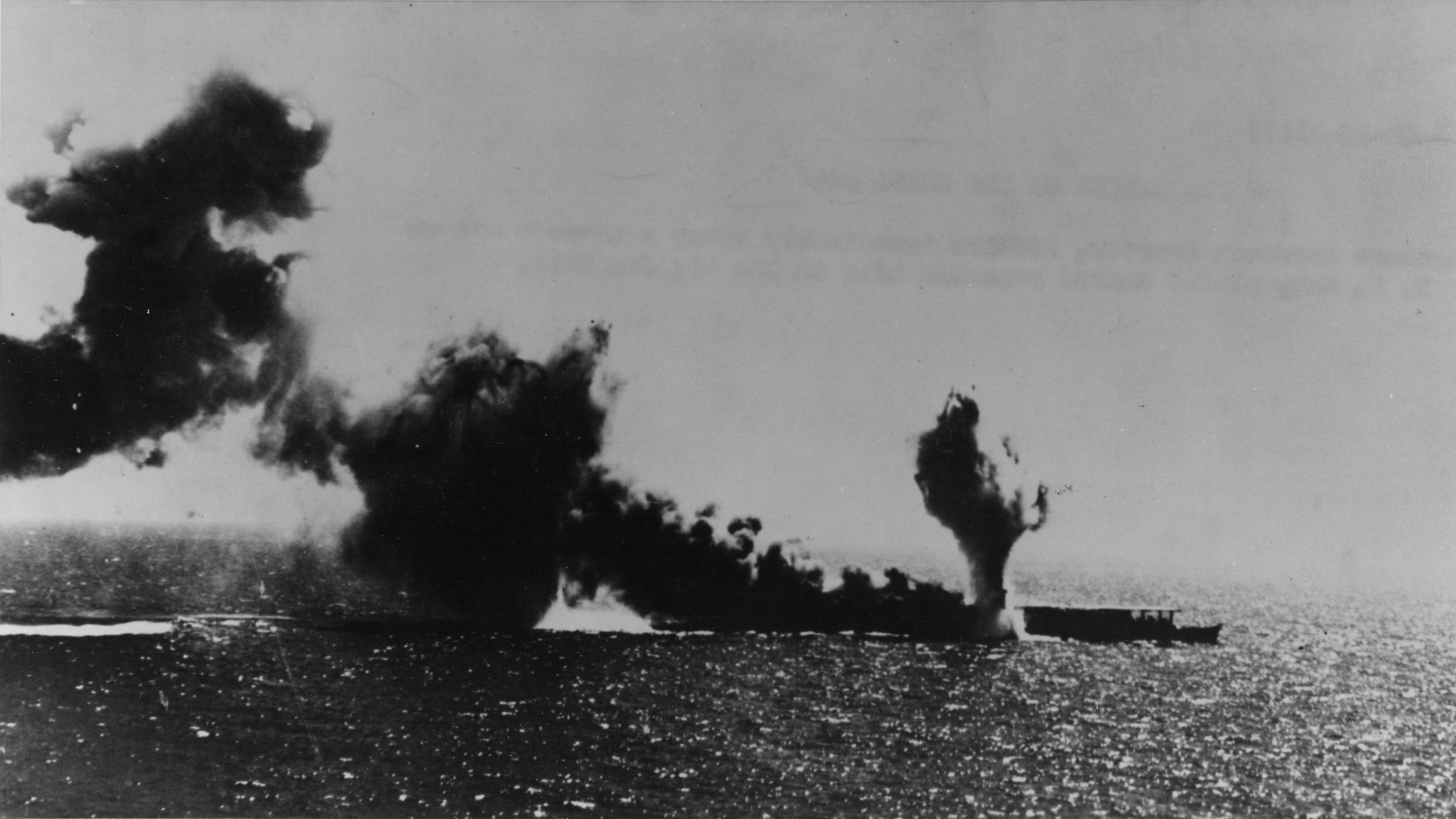
Le porte-avions léger Shoho torpillé en fin de matinée du 7 mai 1942, à la bataille de la mer de Corail

L'aviation embarquée de l' USS Yorktown a frappé le premier coup en bombardant, dès le 4 mai au matin, les navires japonais devant Tulagi. Le 5, les grands porte-avions japonais entraient en mer de Corail, en contournant l'île de San Cristóbal, à l'est de Guadalcanal. Le 6, un porte-avions japonais était repéré, à proximité de Bougainville et l'aviation embarquée américaine le coulait le lendemain, dans l'archipel des Louisiades. Mais ce n'était que le porte-avions léger Shoho, qui ralliait le convoi qui devait attaquer Port-Moresby. Ce convoi se trouvant privé de couverture aérienne, le vice-amiral Inoue a décidé de différer cette attaque. Dans le même temps, les grands porte-avions japonais à qui un porte-avions et un croiseur américains avaient été signalés par erreur, ont attaqué, et immobilisé, le pétrolier USS Neosho et coulé son destroyer d'escorte. Le 8 mai, enfin, les aviations embarquées des deux camps ont repéré et attaqué les grands bâtiments adverses. Le Shokaku a été endommagé gravement, le Zuikaku plus légèrement. Les USS Yorktown et Lexington ont été sévèrement touchés, et le second a finalement coulé. Les porte-avions japonais sont rentrés au Japon, escortés de deux croiseurs de la 6e Division. L'USS Yorktown a regagné Pearl-Harbor, où il a été réparé à temps pour être présent à la bataille de Midway, ce qui ne fut pas le cas des Shokaku et Zuikaku. Quant à l'attaque de Port Moresby, l'armée japonaise a décidé de la mener au travers des monts de la Chaîne Owen Stanley, le long de la piste Kokoda, mais elle y a échoué, au cours de l'été 1942.

### Devant Guadalcanal et à la bataille de Saipan
Après la bataille de Midway, où le Myōkō et le Haguro ont été rattachés à la 2e Flotte du vice-amiral Kondō, les deux croiseurs ont participé à la couverture de l'attaque des îles Attu et Kiska, dans le Pacifique Nord. De retour dans le Pacifique Sud-Ouest, en août, ils ont opéré en mer des Salomon, couvrant des acheminements de renforts de troupes entre Truk et Rabaul ou les îlots Shortland, d'où les destroyers du contre-amiral Tanaka devaient assurer la sécurité du transport jusqu'aux zones tenues par les Japonais de Guadalcanal, dans le cadre du « Tokyo Express ». Mais les croiseurs de la 5e Division n'ont pas participé de façon significative aux batailles des Salomon orientales, des îles Santa Cruz, ou du cap Espérance Toutefois, le Myōkō, sur lequel le vice-amiral Takagi avait sa marque a participé, dans la nuit du 15 au 16 octobre, avec le Maya, à un bombardement naval d'Henderson Field.
Le 10 novembre 1942, le vice-amiral Takagi a amené sa marque de commandant de la 5e Division de Croiseurs, et il a été nommé, le 20, Commandant-en-Chef du District de garde de Mako, dans les îles Pescadores. Lorsque le district de garde de Mako a été dissous le 1er avril 1943, son siège étant transféré à Takao, à Formose, le vice-amiral Takagi en a conservé le Commandement-en-Chef. Il a quitté cette fonction le 1er juin 1943, et a été nommé, le 21 juin, à la tête de la 6e flotte, c'est-à-dire des forces sous-marines de la Marine Impériale japonaise, dont le QG était à Kwajalein dans les îles Marshall puis à partir de février 1944, a été installé à terre, à Saipan, dans les îles Mariannes.
Il disparait au cours de la bataille de Saipan. Il a été promu amiral, à titre posthume.